# وثائق المفاوضات الفلسطينية الإسرائيلية

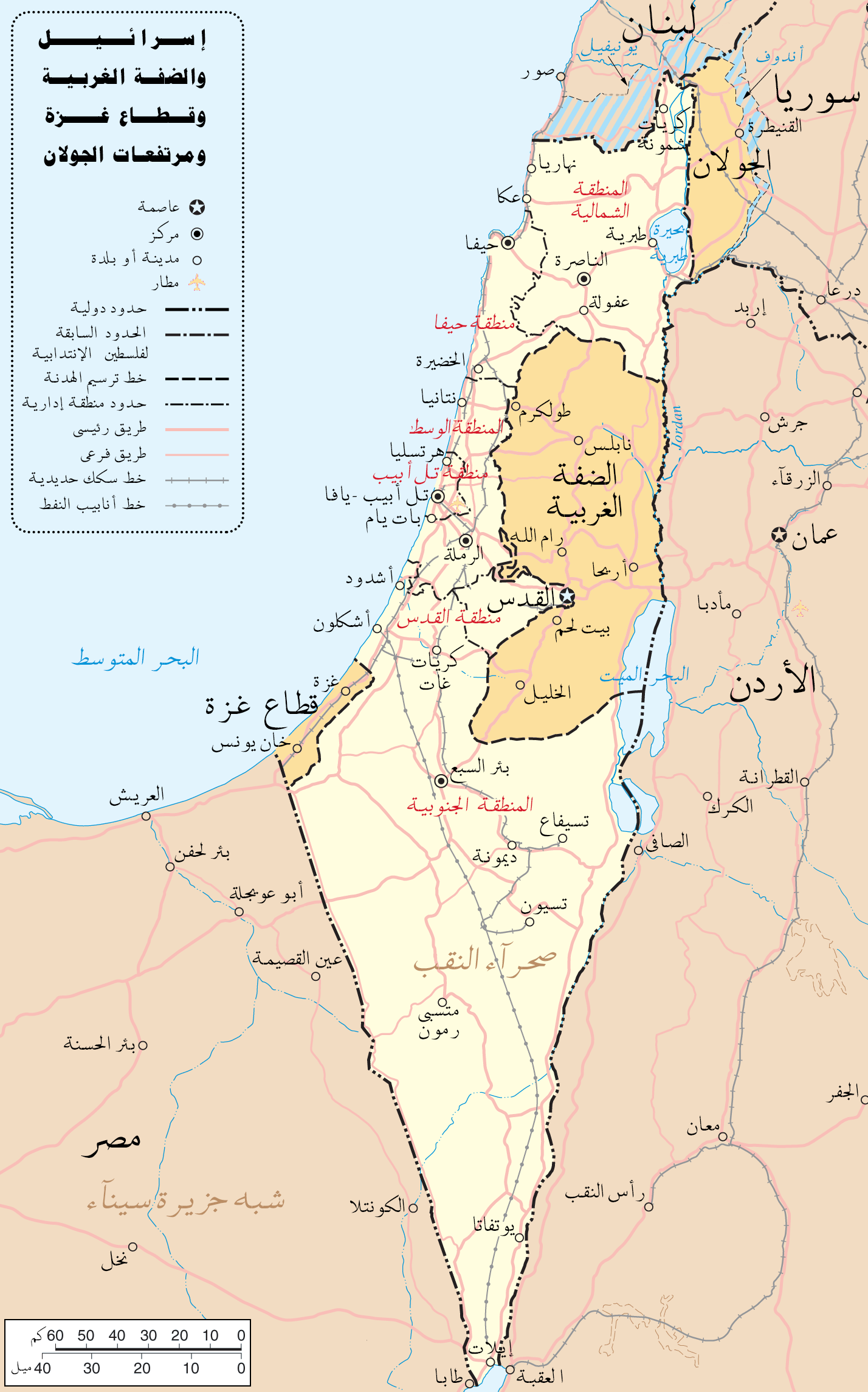

وثائق المفاوضات الفلسطينية الإسرائيلية هي وثائق سرية حصلت عليها قناة الجزيرة وجريدة الغارديان والقدس العربي.

## محتوى الوثائق
بدأ ظهور هذه الوثائق بتاريخ 23 يناير 2011 الموافق 18 صفر 1432 هـ وبها أكثر من 1600 وثيقة تتضمن معلومات عن مفاوضات عملية السلام لأكثر من عقد من الزمن.
تتضمن التسريبات 1684 وثيقة، ومن ضمنها:
- 275 ملخص لاجتماعات
- 690 بريد إلكتروني داخلي
- 153 دراسة وتقرير
- 64 مسودة لاتفاقات
- 54 جدول وخريطة ورسم بياني
- 51 «لا وثيقة»

أكثر الوثائق تظهر باللغة الإنجليزية والسبب يعود في أن المحادثات بين المفاوضين تكون غالبًا بالإنجليزية، وهناك القليل من التخاطب بالعربية والعبرية في بعض بالوثائق.
في القليل من الحالات قامت الجزيرة بإزالة بعض أرقام الجوال أو عناوين البريد الإلكتروني لعدم الكشف عن الهوية.

### القدس
أثناء أحد النقاشات قال صائب عريقات لليفني «ليس سراً أننا عرضنا عليكم في خريطتنا أكبر يورشاليم (القدس بالعبرية) في التاريخ، ولكن علينا أن نتحدث عن مفهوم القدس».

## ردة الفعل
قال كبير المفاوضين الفلسطينيين صائب عريقات أن ما نشر ليس سوى «أكاذيب وأنصاف حقائق» وقال الرئيس الفلسطيني محمود عباس «لا أعلم من أين جاءت الجزيرة بأشياء سرية، ولا يوجد شيء مخفي على الأشقاء العرب، وعندما يحصل شيء نتصل بعدد من الدول، وبالسيد عمرو موسى ونطلعهم على ما يجري». واتهم ياسر عبد ربه أمير قطر حمد بن خليفة آل ثاني بإعطاء الضوء الأخضر للجزيرة لشن حملة سياسية من «الدرجة الأولى» على السلطة الفلسطينية.
واعتبر سامي أبو زهري المتحدث باسم حركة حماس أن هذه الوثائق تكشف تواطؤ السلطة مع الاحتلال.
شكلت السلطة الفلسطينية لجنة لتقصي الحقائق بخصوص التسريب، وجاءت نتيجة التحقيق لتقول أن تسريب الوثائق جاء من مكتب دعم المفاوضات الذي يرأسه صائب عريقات، ما اضطره لتقديم استقالته من دائرة شئون المفاوضات الفلسطينية.
وقدم صائب عريقات في هذا الإطار شكوى مفادها أن قناة الجزيرة عاملته بشكل غير منصف إلى هيئة تنظيم الاتصالات البريطانية (أوفكوم) التي تدخل الجزيرة بالإنجليزية ضمن نطاق اختصاصها، وقال عريقات في شكواه إلى "أوفكوم" أنه تم حذف معلومات هامة في السياق عمدا، وأنه صوره بشكل غير منصف في إعادة تركيبه لاجتماعات التفاوض وأنه تعدى على خصوصيته، فيما رفضت "أوفكوم" الشكوى بعد دراستها قائلة أن إن قناة "الجزيرة" بالإنجليزية "لم تعامل عريقات بشكل غير منصف، كما أنها لم تتعد على خصوصيته بشكل غير مبرر"، وأضافت "منح الدكتور عريقات فرصة مناسبة وفي حينها للرد على المزاعم في البرنامج، وأضافت أنه فيما يخص "توقعات الدكتور عريقات المتعلقة بالخصوصية ترى أوفكوم أن المصلحة العامة تفوق هذه التوقعات، وإنها ترى أن الحصول على المادة واستخدامها كان مبررًا". وكان في حالة توصلت أوفكوم إلى أن عريقات محق في شكواه فإنه كان من الممكن لأوفكوم أن تجبر الجزيرة على بث ما خلصت إليه الهيئة التنظيمية في هذه القضية أو أن تفرض عليها غرامة أو في الحالة القصوى تلغى ترخيصها في المملكة المتحدة.

## وصلات خارجية
- موقع الجزيرة الخاص بنشر الوثائق
- الوثائق الفلسطينية (الغارديان)